# The Christmas Song
Pour les articles homonymes, voir Christmas Song (homonymie).
The Christmas Song (sous titré Chestnuts Roasting on an Open Fire) est un chant de Noël classique, écrit en 1944 par le chanteur Mel Tormé et Robert Wells (en). L'adaptation en français porte le nom de Joyeux Noël !. 

## Historique
Mel Tormé a affirmé que la chanson a été écrite pendant un été caniculaire. C'est dans un effort de « demeurer cool en passant cool », que la chanson la plus souvent interprétée (selon BMI), Joyeux Noël, était née.
« J'ai vu un cahier spiralé sur son piano avec quatre lignes écrites au crayon », se souvient Mel Tormé. « Ils commencèrent, ‘Chestnuts roasting ... Jack Frost nipping ... Yuletide carols ... Folks dressed up like Eskimos. » Bob Wells, coauteur ne pensait pas qu'il était en train d'écrire les paroles d'une chanson. Il dit qu'il pensait que s'il pouvait s'immerger dans l'hiver, il pourrait se refroidir. Quarante minutes plus tard, cette chanson était écrite. « J'ai écrit toute la musique et une partie des paroles. »
Le trio Nat King Cole fut le premier à enregistrer la chanson au début de 1946. À la demande de Cole, et sans égard aux objections de son label Capitol Records, un second enregistrement fut entrepris la même année avec l'emploi d'un petit ensemble à cordes ; cette version deviendra un succès imposant autant dans le pop que sur la charte Rhythm and blues. Cole réenregistre la chanson en 1953, reprenant les mêmes arrangements avec un orchestre complet, qui fut arrangée et conduite par Nelson Riddle, et une fois de plus en 1961, dans une version stéréophonique avec un orchestre conduit par Ralph Carmichael. Le dernier enregistrement est généralement considéré comme définitif et est continuellement rediffusé sur les ondes dans la période de Noël. Il a été inscrit en 2022 au registre national des enregistrements (National Recording Registry) de la bibliothèque du Congrès à Washington, alors que l'enregistrement original de Nat King Cole de 1946 fut placé dans la liste du Grammy Hall of Fame en 1974.

## Enregistrements du Trio Nat King Cole
Premier enregistrement : effectué à New York le 14 juin au studio de radio WMCA en 1946. Il ne fut publié qu'en 1989 sur l'album Billboard Greatest Christmas Hits (1935-1954) Rhino R1 70637(LP) / R2 70637(CD). Le trio Nat King Cole se compose de Nat King Cole, pianiste-chanteur ; Oscar Moore, guitariste; et de Johnny Miller, bassiste.
Deuxième enregistrement : enregistré au studio de radio new-yorkais WMCA, le 19 août 1946. Il en fut le premier disque publié. Distribution des rôles : le trio The King Cole avec un ensemble à corde (Nat King Cole, pianiste-chanteur, Oscar Moore, guitariste; Johnny Miller, bassiste; Charlie Grean, directeur des 4 violonistes, un harpiste et un percussionniste) Laque de fichier maitre #981. Publié en novembre 1946 comme Capitol 311(78 tours). Cela est indiqué sur un CD appelé The Holiday Album que contient les chansons de noël enregistrées par Cole et Bing Crosby dans les années 1940.
Troisième enregistrement : Enregistré au Capitol Studios, Hollywood, le 24 août 1953. C'était le premier enregistrement sur bande magnétique de la chanson. Distribution des rôles : le trio King Cole avec ensemble de violons (Artistes : Nat King Cole, pianiste-chanteur; Nelson Riddle, chef d'orchestre) Fichier maître #11726, prise 11. Il est publié en novembre 1953 comme ”nouveau” Capitol 90036 (78 tours) / F90036 (45 tours) (La première publication du Capitol 90036 en 1950 avec le second enregistrement). La publication corrigée  de la distribution des rôles sort le 18 octobre, 1954 sur Capitol 2955 (78 tours) / F2955 (45 tours). La distribution des rôles : Nat “King” Cole avec comme chef d'orchestre Nelson Riddle. Cet enregistrement fut publié sur le CD Cole, Christmas and Kids de 1990. Il fut également publié sur Casey Kasem Presents All Time Christmas Favorites
Quatrième enregistrement : enregistré au Capitol Studios, Hollywood, le 30 mars 1961. Cette interprétation, la première à être enregistrée en stéréo, est largement diffusé sur les stations radio durant le temps des fêtes, et est probablement la version la plus célèbre de cette chanson. Répartitions des rôles : Nat King Cole (Nat King Cole, pianiste-chanteur; Charles Grean & en:Pete Rugolo, orchestration ; Ralph Carmichael, chef d'orchestre). Les arrangements instrumentaux sont pratiquement les mêmes que ceux de la version de 1953, mais les voix sont plus profondes et mieux définies. Originellement fait pour The Nat King Cole Story (un  LP de 1961 destiné à un ré-enregistrement stéréo des premiers succès de Cole), cet enregistrement sera ajouté, plus tard, à la réédition de l'album de Noël de 1960 de Cole The Magic of Christmas.  Renommé The Christmas Song, l'album est publié en 1963 sous Capitol W-1967 (mono) / SW-1967 (stéréo) et aujourd'hui est imprimé sur Disque Compact. Cet enregistrement de “The Christmas Song” est également disponible sur une demi-douzaine d'albums compilations. Plusieurs sont des compilations de Noël populaires standard de Capitol, alors que d'autres sont plus largement répartis. C'est, par exemple, disponible sur Ultimate Christmas Album Volume 3 de en:WCBS-FM.

## Reprises
Mel Tormé lui-même, enregistra sa propre version en 1954 de même qu'en 1965 et 1992.
Paul McCartney a repris cette chansons lors des enregistrements pour son disque Kisses on the Bottom avec Diana Krall et son groupe. Offerte originellement pour la compilation de Noël Holidays Rule (en), parue le 30 octobre 2012, elle est incluse le mois suivant, en téléchargement, sur l'édition Complete Kisses.

## Dans la culture populaire
- Le titre du premier épisode de la série Les Simpson, Noël mortel (Simpsons Roasting on an Open Fire), est une parodie de la chanson.
- Bob Rivers a parodié la chanson avec ses compositions de 2000 Chipmunks Roasting on an Open Fire.
- Stan Freberg sur son album Green Chri$tma$ inclut plusieurs extraits de la chanson de Noël. Un segment commence avec une évocation convaincante de Chestnuts roasting… qui, rapidement, se transforme en une moquerie des annonces radio et TV des années 1950, pour une marque de châtaignes, étant décrit comme s'ils étaient de la pâte dentifrice ou des cigarettes.